# نیدر کوشتنتس
نیدر کوشتنتس (به آلمانی: Nieder Kostenz) یک شهر در آلمان است که در راین-هونسروک واقع شده‌است. نیدر کوشتنتس ۲۲۲ نفر جمعیت دارد.